# Lục thảo thưa
Lục thảo thưa hay còn gọi cỏ lan chi (danh pháp khoa học: Chlorophytum laxum) là một loài thực vật có hoa trong họ Măng tây. Loài này được R.Br. mô tả khoa học đầu tiên năm 1810.